# マティアス・シンデラー
マティアス・シンデラー（ドイツ語: Matthias Sindelar, チェコ語: Matěj Šindelář, 1903年2月10日 - 1939年1月23日）は オーストリア・コズラウ（現在チェコ・コズロフ・ウ・イフラヴィ）出身のサッカー選手。ポジションはフォワード。

## 人物
179cm・63kgという細身の体型と、相手ディフェンダーの間をいつの間にかすり抜けてゴールを決めるプレースタイルから、紙の男（der Papierene, Man of Paper）と呼ばれた。1930年代前半にヨーロッパ最強といわれ、ヴンダーチーム（Wunderteam, Wonder Team）と呼ばれたオーストリア代表の中心的選手であり、オーストリア史上最高のサッカー選手と称されている。

## 来歴
1918年、15歳の時に機械工見習として働きながらASVヘルタ・ウィーンのユースに入団した。若い頃から膝に持病を抱えており半月板を手術したため、いつも右膝にサポーターを巻いて試合に出ていた。このことも彼が肉体的接触を避けるプレースタイルを確立していった一因と見られる。1924年にはウィーンAS（ウィーンアマチュアスポーツクラブ）へ移籍した。1926年に同チームがFKアウストリア・ウィーンとなってからも、中心選手として2回のミトローパ・カップ（UEFAチャンピオンズリーグの前身といわれる、ハンガリー、オーストリア、チェコスロバキア、イタリアの4カ国（後にスイスが加わり5カ国）のクラブチームによるカップ戦）優勝などに大きく貢献した。
1926年には初めてオーストリア代表に選出され、中心選手となっていった。その後、当時の監督であったフーゴ・マイスルに敗戦の責任を取らされる形で代表に呼ばれなくなった時期があったものの、しばらくして復帰した。シンデラー復帰後のオーストリア代表は、1931年4月から1934年6月までの3年あまりで30試合して21勝6分3敗という結果を残した。
1934年イタリアワールドカップにおいてもシンデラーを中心とするオーストリアは優勝候補の一角と見られていたが、準決勝で開催国であるイタリアと当たり、審判の地元有利の判定などもあって0-1で敗れた。シンデラー自身もイタリアのルイス・モンティ（もともとアルゼンチン人だったが、ワールドカップのためにムッソリーニがイタリアに帰化させた選手の一人）に徹底的にマークされ、ファウルまがいのタックルを受けてケガをするなど、この試合では活躍できなかった。続く3位決定戦のドイツ戦にもケガのため出場できず、2-3で敗戦して4位に終わった。
オーストリア代表は1938年のフランス大会においても予選を勝ち抜き、本戦進出が決まっていたが、オーストリアという国家そのものが1938年3月にナチス・ドイツに併合されて消滅したために参加不能となった。「ヨーロッパ最強」と呼ばれ、ニックネームをつけられるほどの代表チームが政治・国家によって強制的に解体された点は、後に1950年代前半に無敵を誇ったハンガリー代表マジック・マジャールが1956年のハンガリー動乱で終焉を迎えたことと共通している。

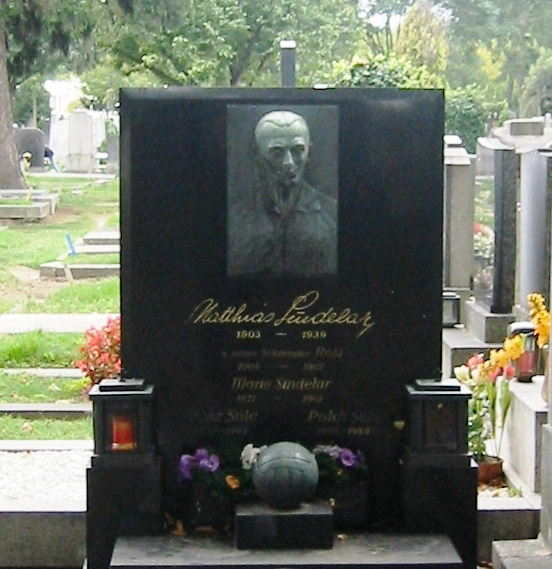
ウィーンにあるシンデラーの墓

併合後、元オーストリア代表の中心選手たちは次々と統一ドイツ代表に参加したが、シンデラーは高齢やケガを理由に招聘を断り続けた。しかし、1938年4月に開催された「統一ドイツ」対「旧オーストリア」戦では、「旧オーストリア」代表のキャプテンとして参加した。ナチス関係者からの「『統一ドイツ』代表に勝たせるように」という指示を無視して2-0で勝利し、自身も1ゴールを上げるなど活躍した。シンデラーは、試合に出場する条件としてオーストリア代表のユニフォームをそれまでの紫色から国旗と同じ赤白に変更させたが、この配色は今でも使われている。
1938年12月、対ヘルタBSC戦で1ゴールを上げたのが生涯最後の試合となった。翌1939年1月23日、自室で死亡しているところを発見された。公式には一酸化炭素中毒による事故死と発表されたが、周囲の政治状況に絶望しての自殺説、さらには、警察の捜査資料が紛失（公式には第二次世界大戦のため）していることなどから謀略説もささやかれた。
ただし、2004年にオーストリア国内で明らかになったところでは、シンデラーは1938年にウィーン市内でカフェの経営を始めており、これは元々はユダヤ人であった彼が「アーリア人化」を受け入れた、つまり、ナチスへの協力を誓ったために可能になったのではないかと議論されている。

## 所属クラブ
- 1918-24 ASVヘルタ・ウィーン
- 1924-39 FKアウストリア・ウィーン（24-26はウィーンAS）

## 代表歴
- 1926年 代表デビュー
- 1934年 FIFAワールドカップ4位
- オーストリア代表通算43試合出場、27得点

## タイトル
- 1933年 ミトローパ・カップ優勝、得点王
- 1936年 ミトローパ・カップ優勝